# Ihor Tsvietov
Ihor Tsvietov es un atleta paralímpico ucraniano con parálisis cerebral. Ganó dos medallas de oro en los Juegos Paralímpicos de verano de 2016: en el evento masculino de 100 metros T35 y 200 metros T35. Está programado para competir en estos eventos en los Juegos Paralímpicos de Tokio.

## Carrera

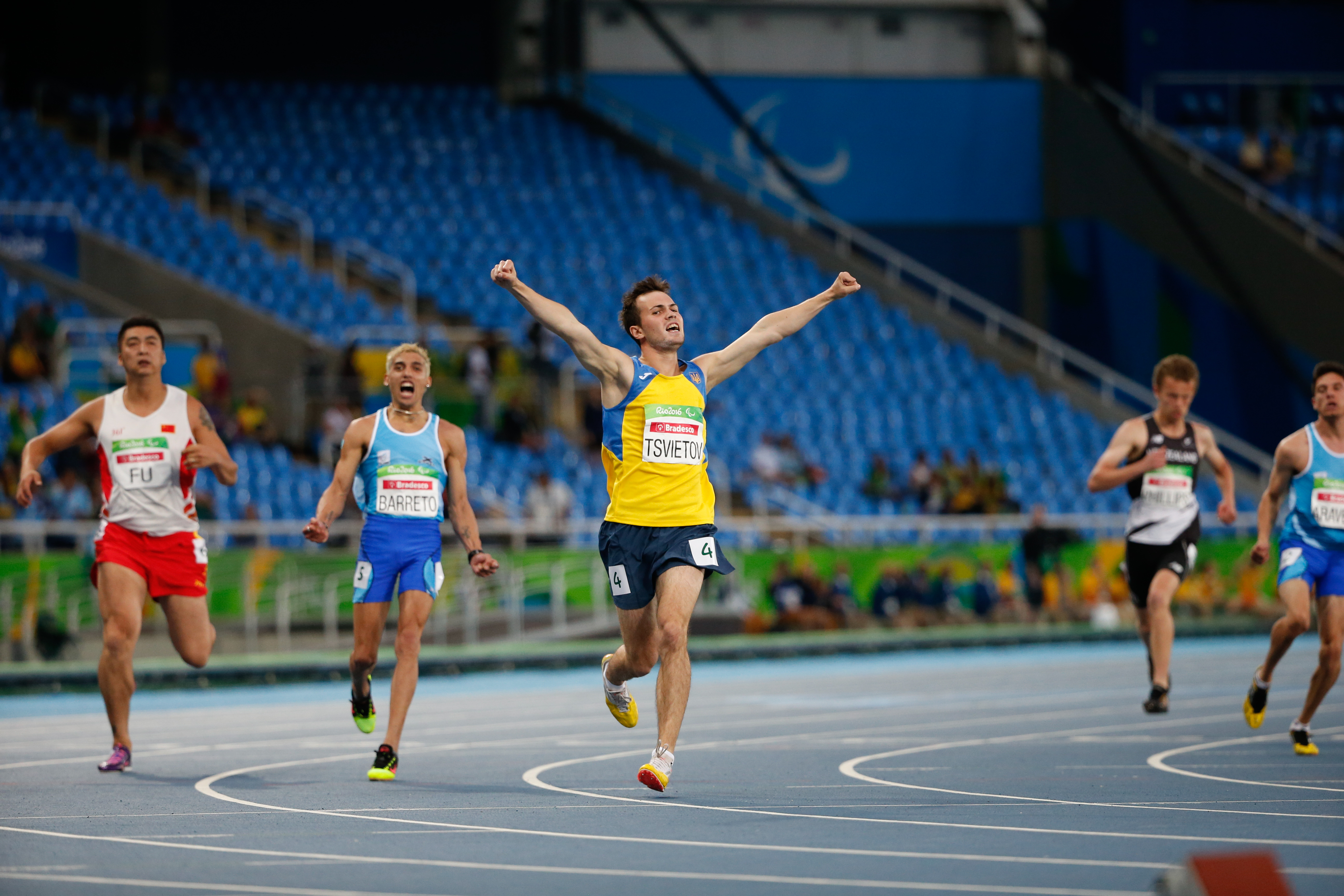
Tsvietov ganando el evento de 100 metros T35 en los Juegos Paralímpicos de Verano de 2016.

Ganó la medalla de oro en los eventos masculinos de 100 metros T35 y 200 metros T35 en el Campeonato Mundial de Paratletismo 2017 celebrado en Londres, Reino Unido. 
También ganó las medallas de oro en los eventos masculinos de 100 m T35 y 200 m T35 en el Campeonato de Europa de Atletismo Mundial de 2018. En ambos eventos fue el único medallista ya que solo había dos competidores, Tsvietov y Jordan Howe, en estos eventos. 
En el Campeonato Mundial de Para-Atletismo de 2019 celebrado en Dubái, Emiratos Árabes Unidos, estableció un nuevo récord mundial de 11.07 segundos en el evento masculino de 100 metros T35 y también un nuevo récord mundial de 23.04 segundos en el evento masculino de 200 m T35.

## Logros
| Representando a Ucrania | Representando a Ucrania                    | Representando a Ucrania       | Representando a Ucrania | Representando a Ucrania | Representando a Ucrania |
| ----------------------- | ------------------------------------------ | ----------------------------- | ----------------------- | ----------------------- | ----------------------- |
| 2016                    | Juegos Paralímpicos de Río de Janeiro 2016 | Río de Janeiro, Brasil        | Oro                     | 100 m                   | 12.31s                  |
| 2016                    | Juegos Paralímpicos de Río de Janeiro 2016 | Río de Janeiro, Brasil        | Oro                     | 200 m                   | 25.11s                  |
| 2017                    | Campeonato Mundial                         | Londres, Reino Unido          | Oro                     | 100 m                   | 12.38s                  |
| 2017                    | Campeonato Mundial                         | Londres, Reino Unido          | Oro                     | 200 m                   | 25.52s                  |
| 2018                    | Campeonato Europeo                         | Berlín, Alemania              | Oro                     | 100 m                   | 12.77s                  |
| 2018                    | Campeonato Europeo                         | Berlín, Alemania              | Oro                     | 200 m                   | 26.10s                  |
| 2019                    | Campeonato Mundial                         | Dubái, Emiratos Árabes Unidos | Oro                     | 100 m                   | 11.77s                  |
| 2019                    | Campeonato Mundial                         | Dubái, Emiratos Árabes Unidos | Oro                     | 200 m                   | 23.04s                  |